# Trouw (verzetsblad)
Trouw was een Nederlandse verzetskrant die vanaf begin 1943 verscheen tijdens de Duitse bezetting van Nederland. De krant werd landelijk verspreid en werd een van de meest gelezen illegale verzetskranten. Trouw had een zestigtal regionale en lokale edities, een landelijk dekkend dagelijks koeriersnetwerk en een eigen intern mededelingenblad. Na de oorlog werd de illegale krant voortgezet als het landelijk dagblad Trouw.

## Oprichting
De krant werd op initiatief van een groep orthodox-protestantse verzetsmensen opgericht. Enkelen waren eerder actief bij het illegale blad Vrij Nederland, dat al in 1940 verscheen. Zij verlieten die krant in 1942 na een conflict tussen dr. Sieuwert Bruins Slot en Henk van Randwijk over de te volgen politieke lijn. De groep van Trouw verkoos een meer behoudende lijn.
Trouw trad zo in de plaats van het antirevolutionair dagblad De Standaard, waar de NSB'er Max Blokzijl ‘toezichthoudend redacteur’ was geworden. De eerste edities werden gedrukt bij een theologische uitgeverij aan de Prinsengracht 493 te Amsterdam. Het eerste nummer heette "Oranje-bode" omdat men de geboorte van prinses Margriet wilde vieren. Het tweede nummer verscheen op 18 februari 1943 en heette Trouw. Voor de Trouwgroep werkten volgens het Nationaal Monument Kamp Vught in 1944 ongeveer 4000 mensen, andere bronnen spreken van 2000 mensen.
Voor de nieuwsgaring werd onder meer de luisterpost Centraal Bureau Keesen opgezet, die radioberichten vanuit Londen opving en uittypte.

## Arrestaties
Op 20 maart 1944 werden verspreid over het land zeventien drukkers opgepakt en opgesloten in Kamp Haaren. Op 4 april 1944 werd een achttiende drukker binnengebracht. Zes drukkers, van wie de banden met Trouw niet konden worden aangetoond, werden in de eerste week van april weer vrijgelaten. Op 30 juli 1944 werden de overige twaalf drukkers naar Kamp Vught gebracht, waar zich ook 23 krantenverspreiders bevonden.
De drukkers werden niet als leden van de terroristische organisatie Trouw aangemerkt en werden op 5 september 1944 per trein vanaf station Vught naar concentratiekamp Sachsenhausen vervoerd. Acht, onder wie Allard Honing, werden verder op transport gezet naar Neuengamme en de daaraan verbonden werkkampen. Twee van de twaalf drukkers overleefden uiteindelijk de kampen.
In augustus 1944 werden 130 mensen van Trouw in één keer opgepakt, onder wie een van de oprichters, de onverzettelijke Wim Speelman. Er kwam een ultimatum van de Duitsers dat het verzet moest stoppen met dit ophitsende geschrift, anders werden de mannen gefusilleerd. De Trouwgroep besloot uiteindelijk niet voor dit dreigement te zwichten. 23 mannen kregen op 5 augustus het doodvonnis en werden in het SS-concentratiekamp Kamp Vught op 9 en 10 augustus 1944 gefusilleerd. Later bleek dat de Duitsers dit besluit al hadden genomen, ongeacht of de Trouwgroep zou stoppen met de krant.

## Na de oorlog
Trouw bleef in het hele land verschijnen tot aan de Bevrijding in mei 1945 met een oplage van meer dan 250.000. Dat kwam ook omdat zowel katholieken, hervormden als humanisten meehielpen aan het blad in de hoop of verwachting dat na de oorlog Trouw een algemene krant zou worden. De gereformeerden claimden echter na de oorlog het dagblad, dit tot grote frustratie van andere gezindten. De krant werd in de eerste decennia na de Tweede Wereldoorlog dan ook een blad voor hen en hun politieke partij, de ARP.

## Edities
| Editie                                                                                       | Plaats van uitgave                              | Nr in De Winkel (full-text) |
| -------------------------------------------------------------------------------------------- | ----------------------------------------------- | --------------------------- |
| Trouw                                                                                        | Aalsmeer                                        | 819                         |
| Trouw: deez ellenden gaan volenden, en verpletterd wordt het juk                             | Groningen                                       |                             |
| Trouw; voor Alkmaar en omstreken                                                             | Alkmaar-Heerhugowaard                           | 820                         |
| Trouw; speciale uitgave voor Amersfoort en omstreken                                         | Amersfoort                                      | 821                         |
| Trouw-bulletin; speciale uitgave                                                             | Amsterdam                                       | 822                         |
| Trouw; dagelijksche nieuwsuitgave voor Amsterdam en omstreken                                | Amsterdam                                       | 823                         |
| Trouw; speciale uitgave voor Amsterdam en omstreken                                          | Amsterdam                                       | 824                         |
| Trouw-nieuws                                                                                 | Amsterdam                                       | 825                         |
| Trouw; dagelijksche nieuwsuitgave voor Amsterdam en omstreken                                | Amsterdam                                       | 826                         |
| Trouw; speciale uitgave voor Drenthe                                                         | Assen                                           | 827                         |
| Trouw; dagelijksch nieuwsbulletin                                                            | Badhoevedorp                                    | 828                         |
| Trouw; Veluwe-editie                                                                         | Barneveld                                       | 829                         |
| Trouw; speciale uitgave voor Delft en omstreken                                              | Delft                                           | 830                         |
| Trouw; speciale uitgave voor Dordrecht en omstreken                                          | Dordrecht                                       | 831                         |
| Trouw; speciale uitgave voor Friesland                                                       | Drachten                                        | 832                         |
| Trouw; speciaal Veluwe bulletin                                                              | Elburg                                          | 833                         |
| Trouw; Veluwe-uitgave                                                                        | Elburg                                          | 834                         |
| Trouw; speciale uitgave voor de Veluwe                                                       | Elburg                                          | 835                         |
| Trouw                                                                                        | Enschede                                        | 836                         |
| Trouw; speciale uitgave voor Gouda en omstreken                                              | Gouda                                           | 837                         |
| Trouw; speciale uitgave voor de Alblasserwaard                                               | Gouda                                           | 838                         |
| Trouw; speciale uitgave voor 's-Gravenhage en omstreken                                      | Den Haag                                        | 839                         |
| Trouw                                                                                        | Groningen                                       | 840                         |
| Trouw; speciale wekelijksche nieuwsuitgave                                                   | Groningen-Uithuizen-Buitenpost-Westpolder-Leens | 841                         |
| Trouw-bulletin; uitgave provincie Groningen                                                  | Groningen                                       | 841A                        |
| Trouw-bulletin; Oranje Boven!!; dagelijksche mededeelingen voor Haarlem en omgeving          | Haarlem                                         | 842                         |
| Trouw; speciale uitgave voor Haarlem en omstreken                                            | Haarlem                                         | 843                         |
| Trouw; speciale uitgave voor West-Friesland II                                               | Heerhugowaard                                   | 844                         |
| Trouw                                                                                        | Hemrik                                          | 845                         |
| Trouw; speciale uitgave voor Overijssel                                                      | Hengelo-Kampen-Zwolle-Almelo-Sibculo            | 846                         |
| Trouw: Overijssel en Twente: speciale uitgave voor Twente                                    | Niet in De Winkel beschreven                    |                             |
| Trouw                                                                                        | Hillegom                                        | 847                         |
| Trouw; speciale uitgave voor Oost-Noord-Holland                                              | Hillegom                                        | 848                         |
| Trouw; speciale uitgave voor de duinstreek                                                   | Hillegom                                        | 849                         |
| Trouw-bulletin; Oranje boven                                                                 | Hilversum                                       | 850                         |
| Trouw; speciale uitgave voor het Gooi                                                        | Hilversum                                       | 851                         |
| Trouw; speciale Utrechtsche uitgave te Eem en Maarsseveen                                    | Utrecht                                         | 852                         |
| Trouw; 'Wat het getij ook doet, houdt goeden moed'. Speciale uitgave voor West-Friesland [I] | Hoorn-Enkhuizen                                 | 853                         |
| Trouw                                                                                        | Landsmeer                                       | 854                         |
| Trouw                                                                                        | Leeuwarden                                      | 855                         |
| Trouw; editie voor Leiden en omstreken                                                       | Leiden                                          | 856                         |
| Trouw                                                                                        | Meppel-Amsterdam                                | 857                         |
| Trouw; uitgave voor de Wieringermeer                                                         | Middenmeer                                      | 858                         |
| Trouw; nieuwsbulletin. Bijlage bij speciale uitgave                                          | Amstelveen                                      | 859                         |
| Trouw; speciale uitgave voor de NO-hoek van Zuid-Holland                                     | Nieuwveen                                       | 860                         |
| Trouw; speciale uitgave voor Waterland                                                       | Oostzaan-Edam                                   | 861                         |
| Trouw; speciale uitgave voor Rotterdam en omstreken                                          | Rotterdam                                       | 862                         |
| Trouw; speciale uitgave voor Rotterdam en omstreken                                          | Rotterdam                                       | 863                         |
| Trouw; speciale uitgave Rechter Maasoever                                                    | Vlaardingen                                     | 864                         |
| Trouw-bulletin                                                                               | Rijsoord-Bolnes                                 | 865                         |
| Trouw; speciale uitgave voor Noordhollands Noorderkwartier                                   | Schagen                                         | 866                         |
| Trouw-bulletin; speciale Friese uitgave                                                      | Sneek                                           | 867                         |
| Trouw                                                                                        | Souburg                                         | 868                         |
| Trouw                                                                                        | Utrecht                                         | 869                         |
| Trouw; speciale Utrechtsche uitgave                                                          | Utrecht                                         | 870                         |
| Trouw-flitsen; speciale Utrechtsche uitgave                                                  | Utrecht                                         | 871                         |
| Trouw; speciaal bulletin-uitgave voor Veluwerand en Utrecht ten Zuiden                       | Utrecht                                         | 872                         |
| Trouw; speciale uitgave voor N.W. Utrecht                                                    | Utrecht                                         | 873                         |
| Trouw-bulletin                                                                               | Ijmuiden                                        | 874                         |
| Trouw; speciale uitgave voor de Zaanstreek                                                   | Zaandam                                         | 875                         |
| Trouw; speciale uitgave voor Midden Noord-Holland                                            | Zaandam                                         | 876                         |
| Trouw-bulletin                                                                               | Zuidbroek (gr.)                                 | 877                         |
| Trouw; speciale uitgave voor de Zuid-Hollandsche eilanden                                    | Zuidland                                        | 878                         |
| Trouw; speciale uitgave voor het eiland IJsselmonde                                          | Zuidland                                        | 879                         |
| Trouw; dagelijksch frontoverzicht                                                            |                                                 | 880                         |
| Trouw; frontoverzicht                                                                        |                                                 | 881                         |
| Trouw; nieuwsbulletin                                                                        |                                                 | 882                         |
| Trouw luisterpost                                                                            | Amsterdam                                       | 883                         |
| Trouw-mededeelingen                                                                          | Amsterdam                                       | 884                         |